# 워킹히어로
<워킹히어로>는 이상신작가(글)와 국중록작가(그림)가 네이버에 매주 목요일에 연재했던 한화케미칼의 브랜드 웹툰이다.